# Watervliet (Michigan)
Watervliet é uma cidade localizada no estado americano de Michigan, no Condado de Berrien.

## Demografia
Segundo o censo americano de 2000, a sua população era de 1843 habitantes.
Em 2006, foi estimada uma população de 1777, um decréscimo de 66 (-3.6%).

## Geografia
De acordo com o United States Census Bureau tem uma área de
3,2 km², dos quais 3,2 km² cobertos por terra e 0,0 km² cobertos por água.

## Localidades na vizinhança
O diagrama seguinte representa as localidades num raio de 16 km ao redor de Watervliet.